# 과학 커뮤니케이션

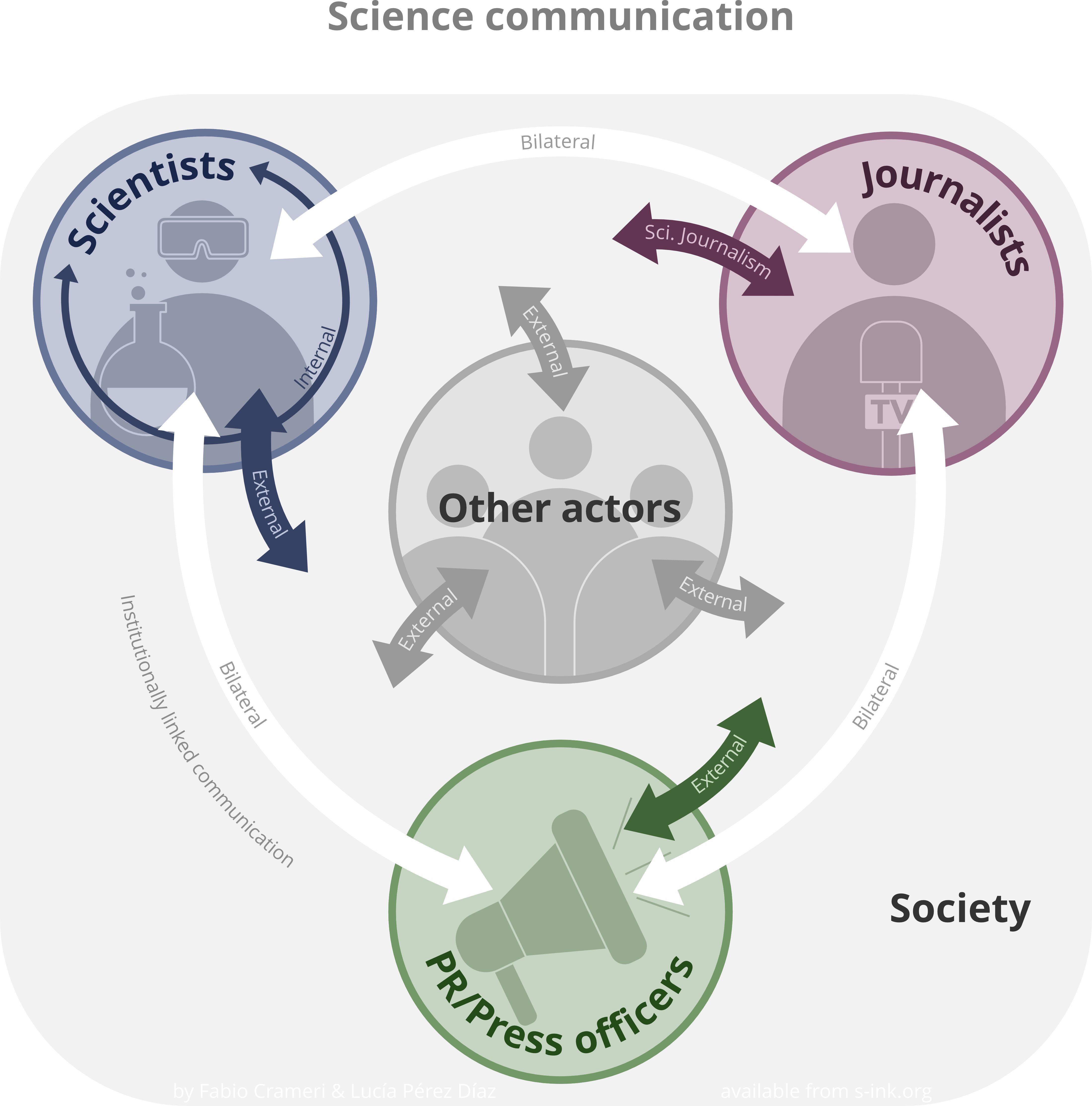
카르스텐 쾨네커에 따른 과학 커뮤니케이션 분야 및 행위자에 대한 도식적 개요

과학 커뮤니케이션 또는 사이언스 커뮤니케이션(science communication)은 과학과 사회를 연결하는 다양한 활동을 포괄한다. 과학 커뮤니케이션의 일반적인 목표에는 비전문가에게 과학적 발견을 알리고, 과학에 대한 대중의 인식과 관심을 높이고, 사람들의 태도와 행동에 영향을 미치고, 공공 정책을 알리고, 사회 문제를 해결하기 위해 다양한 커뮤니티에 참여하는 것이 포함된다. "사이언스 커뮤니케이션"이라는 용어는 일반적으로 청중이 논의 중인 과학 주제에 대한 전문가가 아닌 상황(아웃리치/outreach)을 의미하지만, 일부 저자는 전문가 대 전문가 커뮤니케이션(예: 과학 저널 출판과 같은 "인리치/inreach")을 일종의 유형으로 분류한다. 사이언스 커뮤니케이션의 봉사 활동의 예로는 과학 저널리즘과 건강 커뮤니케이션이 있다. 과학은 정치적, 도덕적, 법적 영향을 미치기 때문에 과학 커뮤니케이션은 공공 정책, 산업 및 시민 사회의 다양한 이해관계자 간의 격차를 해소하는 데 도움이 될 수 있다.